# Robert Benitah
Robert Benitah, né le 21 décembre 1954 à Casablanca (Maroc), est un acteur, directeur de cascade, réalisateur et sportif français.
Durant sa jeunesse, il est influencé par les films de cape et d’épée comme Fanfan la Tulipe et ceux avec Errol Flynn ou Jean Marais. Précurseur, il va avoir le rôle de démystifier les Techniques Cinématographiques dans le milieu professionnel des intermittents du spectacle à partir de 1991. À l'heure où la cascade et les effets spéciaux sont des secrets de magicien, il va développer des pédagogies pour faciliter le travail des acteurs pendant les tournages et vis-à-vis de la réalisation et de la production.
Polyvalent, parallèlement il s'inquiète des dérives des jeunes par rapport aux images violentes des films et fonde une structure qui dispense des ateliers et des spectacles ludiques et interactifs. Ses méthodes passent vite pour des pédagogies innovantes et il est reconnu des institutions et des structures spécialisées.
Éclectique, il est aussi architecte et décorateur d'intérieur. Il façonne autant les espaces, les meubles que les objets. Sa particularité est d'allier l'ingéniosité avec la récupération de matériaux. À une époque, il devient photographe professionnel ce qui va lui apporter le sens de l'image et de la technique. Son expertise en immobilier, lui permettra d'acquérir ses locaux professionnels pour les adapter pour ses besoins pédagogiques.

## Carrière sportive
Il commence tout d’abord par une carrière de sportif, s'entraînant à la boxe durant plusieurs années à un niveau international. Il est en outre compétiteur dans plusieurs disciplines : boxe anglaise, boxe française, Muay-thaï, lutte gréco-romaine, lutte libre, stock car, etc.
C’est dans les années 1980 qu’il organise de nombreux événements dans le monde du sport. Il met en place le championnat d’Europe de boxe anglaise ainsi que le premier championnat de boxe française opposant la France aux États-Unis (France-États-Unis, 1983). La ville de Saint-Quentin accueille en 1987 les finales du championnat d’Europe de dragsters toutes catégories. Enfin, en 1992, Robert Benitah organise, avec Marc Guerin et la fédération, la célèbre compétition de boxe thaïlandaise, Le choc des mondes.
Il sera producteur d'autres évènements, avant d'avoir une licence ministérielle d'entrepreneur de spectacles. À partir de 1983, alors qu’il occupe le poste de Président de la Commission de Promotion Internationale de Boxe Française, il organisera, pour le compte de la fédération, trois championnats de France, deux championnats d'Europe mais aussi plusieurs compétitions en Afrique (France-Afrique, Dakar).

## Carrière de comédien

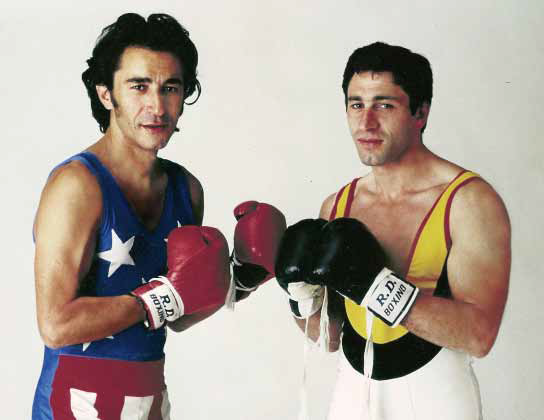
En compagnie de Richard Berry

En conséquence, sollicité par de nombreuses entreprises, il apparait dans plus d’une quarantaine de films publicitaires, avec déclinaison de campagne d'affichages (Coca-Cola, Air France, Renault, Panzani, Toblerone, Sandra Serraf, etc.). De même, il apparait dans plusieurs magazines (Le Parisien, Santé et Sport, Déclic, etc.).
Parmi ses films les plus connus : Opération Corned Beef de Jean-Marie Poiré, L'Union sacrée et Pour Sacha, tous les deux réalisés par Alexandre Arcady, Alice et Elsa de Diane Kurys et enfin Didier par Alain Chabat. Il a également une centaine courts-métrages à son actif. Il est d’ailleurs très fréquent que Robert endosse simultanément les rôles d’acteur, de cascadeur ou d’effet spécialiste sur un même projet.
Il a également été coach personnel pour des artistes comme José Garcia, Romane Bohringer, Richard Berry et Alain Chabat lorsque celui-ci préparait son rôle pour Didier.

## Le Rêve
Robert Benitah s'essaye à l'écriture, à la réalisation et à la production en 2004 avec un court-métrage tourné en 35 mm, Le rêve.
Ce film aux accents de fantastique met en scène un homme, David, 37 ans, en voyage dans un village italien avec un groupe d'amis. Il est en proie à des souvenirs inexpliqués et à des troubles récurrents du sommeil. Il va découvrir qu'il y a 50 ans il a eu une vie antérieure dans ce village.
Comme chacun des personnages, comme David lui-même, le spectateur est amené à considérer les événements qui vont suivre selon sa conviction intime et son libre-arbitre...

## Hardi et Loft Sportif

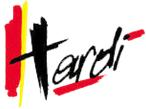
Entreprise

Ayant appris seul les ficelles du métier, Robert a rapidement ressenti le besoin de transmettre ses connaissances, dans le cadre de formations. C’est au milieu des années 1980 qu’il fonde Hardi et crée des pédagogies pour les techniques cinématographiques. Cette école de formation met en place une gamme variée de compétences : la cascade, la bagarre, le maquillage, le moulage, les effets spéciaux, le bruitage, ainsi que les incrustations d’images grâce au fond bleu. Hardi se place ainsi parmi les leaders européens en matière de formation professionnelle en matière de cascade et d’effets spéciaux.

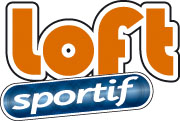
Association

 Dans cette volonté de transmettre, Robert fait découvrir, lors de prestations animées, son savoir vers un public plus large. Ces rencontres permettent de montrer que la violence au cinéma n’est que trucage, et que tout cela est assuré par des professionnels maîtrisant parfaitement les règles de sécurité.
Cette démarche faite par l’association Loft Sportif se nomme la « démystification de la violence au cinéma par la cascade et les effets spéciaux ».

## Filmographie

### Cinéma

#### Longs métrages
- 1984 : Charlots Connection de Jean Couturier
- 1986 : L’Unique de Jérôme Diamant-Berger
- 1989 : L’Union Sacrée d’Alexandre Arcady
- 1991 : L’Opération Corned-Beef de Jean-Marie Poiré
- 1991 : Station Liberté de François Rossini
- 1991 : Pour Sacha d’Alexandre Arcady
- 1992 : Java Bleue de François Rossini
- 1992 : Marché Noir de François Rossini
- 1992 : Le Gang des tractions de Josée Dayan
- 1994 : À La Folie de Diane Kurys
- 1996 : Mémoires d’un Jeune con de Patrick Aurignac
- 1997 : Didier d’Alain Chabat
- 2003 : L'Éclaireur de Djibril Glissant

#### Courts métrages
Robert Benitah a travaillé sur plus d'une centaine de courts métrages, en voici quelques-uns :
- 1996 : L’Écorce de Xavier Auffant
- 1996 : Les Mains du Cœur d’Alain Szwimer
- 1997 : Direct de Myriam Donasis
- 1998 : À l’Est Rien de Nouveau d’Olivier Parthonnaud
- 2001 : Il est Difficile de Tuer Quelqu’un, Même un Lundi d’Éric Valette
- 2011 : The Unlucky Vampire d’Éric Delacour
- Snouk ou l’impossible interim de Maurice Lamy et Isabelle d’Effendal
- Star Sécurité d’Olivier Parthonnaud
- Jackpot de Matthieu Vollaire

### Télévision

#### Téléfilms
- 1978-1986 : Médecins de Nuit de Jean-Pierre Prévost
- 1985 : Pitié Pour les Rats de Jacques Ertaud
- 1985-1990 : Hôtel de Police de Jean-Pierre Prévost
- 1986 : Jamais Rien à Coudoeuvres de Roger Kahane
- 1990 : Un Privé Au Soleil de Philippe Niang
- 2003-2008 : Commissaire Valence de Roland-Bernard

## Théâtre
- Othello mis en scène par Franck Douster
- 1996 : Roberto Zucco mis en scène par Bernard-Marie Koltès

## Émissions de télévision
- 1982-1984 : Merci Bernard

## Doublage de voix
- 1952-1966 : La vie des animaux

## Publicités
- Air France (Presse + PLV)
- Coca-Cola (TV + Cinéma)
- Continental Édition (Affiches + TV + Ciéma)
- Cartier (Photos + Film institutionnel)
- Mitsubishi (Affiches)
- Panzani (TV + Cinéma)
- Radiola (Affiches + TV + Cinéma)
- Renault (Affiches)
- Rodier (Presse + PLV)
- Toblerone (Affiches + TV )
- Tourtel (TV + Cinéma)

## Évènementiel
- Organisation et réalisation de salons, démonstrations et spectacles interactifs :
- 1983 : Championnat d’Europe de Boxe anglaise
- 1983 : Premier Championnat de Boxe Française opposant la France aux États-Unis
- 1987 : Championnat d'Europe de Dragsters
- 1992 : Championnat du monde de Boxe Thaïlandaise
- Salon du Cinéma porte de Versailles, Lyon...

## Animation de formation
- Formateur :

Psychothérapeute en entreprise
Responsable d’un organisme de formation spécialisé dans le spectacle, le théâtre et le cinéma.
- Conventionnement :

Animations pédagogiques pour tous publics
Directeur d’un centre de bilan de compétences

## Formation
DUFA, 1996, Université d’Orléans

## Champs d’action
- Coordinateur Cascades, Physiques et Mécaniques
- Maquilleur d'effets spéciaux
- Conseiller en effets spéciaux de décoration
- Préparation psychologique, sophrologique et physique des comédiens
- Coaching cinéma
- Coach et conseil en entreprise
- Pédagogies innovantes : 
  - Méthodes de self défense psychologiques ou gestion des rapports conflictuels
  - Vulgarisation des techniques cinématographiques comme levier pour introduire, la connaissance, la citoyenneté et changer les leaders négatifs en leaders positifs
- Créateur de spectacles intéractifs
- Architecte décorateur d'intérieur pour décors cinéma
  - Lofts
  - Meubles